# Billy Twelvetrees
William Wesley F. Twelvetrees, detto Billy (Chichester, 15 novembre 1988), è un rugbista a 15 britannico, internazionale per l'Inghilterra, utility back del Gloucester in English Premiership.

## Biografia
Nativo di Chichester, nel West Sussex, Twelvetrees crebbe con la famiglia nella vicina Wisborough Green, dove suo padre esercita la professione di arboricoltore.
A scuola praticò calcio, cricket e rugby, poi fu notato da un amico di famiglia che possedeva delle quote di proprietà del Leicester Lions e fu ingaggiato dalle giovanili di tale club; di lì passò, nel 2007, al più noto, e professionistico, Leicester Tigers e un anno più tardi fu prestato al Bedford Blues in seconda divisione, dal quale tornò nel 2009.
In tale club ricevette il soprannome con cui è conosciuto, "36", datogli dal capitano, l'irlandese Geordan Murphy (in quanto pronunciava il suo cognome secondo il dialetto irlandese, twelve threes, ovvero dodici volte tre, da cui trentasei), e si mise in luce nel ruolo di tre quarti centro e ala, rappresentando l'Inghilterra a livello di Nazionale A e vinse il titolo inglese nel 2010; nel 2012 decise tuttavia di trasferirsi al Gloucester per potere avere la garanzia di giocare con più continuità nel ruolo di primo centro, e nella giornata di apertura del Sei Nazioni 2013 debuttò in Nazionale maggiore contro la Scozia; ha inoltre preso parte al tour dei British Lions del 2013 in Australia, pur se non impiegato in alcuno dei tre test match contro gli Wallabies.

## Palmarès
- Premiership: 1
Leicester: 2009-10
- Coppe Anglo-Gallesi: 1
Leicester: 2011-12